# Chauliodites issadensis

Chauliodites issadensis  (лат.) — ископаемый вид насекомых из семейства Chaulioditidae (отряд Grylloblattida). Пермский период (Мутовино, ярус Poldarsa, вучапинский ярус, возраст находки 254—259 млн лет), Россия, Вологодская область (60.6° N, 45.6° E).

## Описание
Длина переднего крыла — 14,0 мм.  Сестринские таксоны: Chauliodites circumornatus, Ch. geniatus, Ch. eskovi, Ch. sennikovi, Ch. afonini, Ch. ponomarenkoi. Вид был впервые описан в 2009 году российским палеоэнтомологом Д. С. Аристовым (Палеонтологический институт РАН, Москва) по ископаемым отпечаткам.